# Avrilly (Orne)
Avrilly település Franciaországban, Orne megyében. Lakosainak száma 94 fő (2022. január 1.). Avrilly Ceaucé, Domfront en Poiraie, Saint-Brice és Juvigny Val d'Andaine községekkel határos.

## Népesség
A település népességének változása:
| Lakosok száma | 140  | 119  | 112  | 107  | 105  | 102  | 100  | 97   | 94   |
|               | 2013 | 2015 | 2016 | 2017 | 2018 | 2019 | 2020 | 2021 | 2022 |